# Договор о регионалном представљању Косова
Договор о регионалном представљању Косова постигнут је 24. фебруара 2012. у Бриселу као резултат тродневних преговора између Београда и Приштине.
Пре почетка преговора шеф преговарачког тима Београда Борислав Стефановић истакао је да ће тежити ка томе да регионално представљање Косова буде у складу са Уставом Србије, националним интересом и резолуцијом 1244, док је приштински тим на челу са Едитом Тахири нагласио да они захтевају да се Косово представља као независна држава. Због супротних ставова било је мало вероватно да ће доћи до договора.
Требало је да преговори почну у уторак 21. фебруара али због кашњења приштинског преговарачког тима одложени су за наредни дан. 22. фебруара преговори су почели и вођени су и наредна два дана. После тешких преговора договор је постигнут 24.фебруара а резултат договора је објављен у раним поподневним часовима.
Споразум постигнут у Бриселу састоји се из 11 тачака. Прихватила су га оба преговарачка тима.

## Споразум о регионалном представљању и сарадњи
1. Обе стране потврђују приврженост ефективној, инклузивној и репрезентативној сарадњи.
2. У том смислу, Косово* је једина ознака која ће се користити у оквирима регионалне сарадње.
3. Фуснота која ће се примењивати уз звездицу гласиће: „Овај назив не утиче на став о статусу и у складу је са УНСБ 1244 и мишљењем МСП о косовској декларацији независности“.
4. 'Косово*' учествује самостално и говори у своје име на свим регионалним скуповима.
5. Када нови уговори буду склапани и/или потписивани, представник 'Косова*' ће се потписати испод назива описаних у члановима 2. и 3.
6. Што се тиче измена постојећих споразума које је потписао Унмик, ниједан од ових закључака неће се тумачити на штету законских права Унмика. Представник Унмика биће позиван на састанке који се организују у оквиру договора чији је Унмик потписник. На Унмику је да одлучи да ли ће да присуствује било ком састанку.
7. Домаћини састанака биће подстицани да избегавају истицање националних симбола, осим сопствених и симбола ЕУ, узимајући у обзир правилнике релевантних организација.
8. ЕУ као посредник обавестиће релевантне регионалне организације и ентитете о овим споразумима о називу, представљању и потпису. Они треба да се примене у пракси организовања регионалних скупова. ЕУ ће надзирати примену ових споразума.
9. Обе стране и ЕУ ће подстаћи своје партнере да подрже ове договоре и помогну њиховој примени.
10. Регионалне организације на које се односе ови закључци су постојеће и будуће међувладине организације или споразуми чији је циљ промовисање сарадње и интеграције у региону Балкана. „Регионални састанци“ укључују састанке ових организација, као и ад хок или неформалне састанке са сличним циљем. То такође укључује састанке са институцијама ЕУ у оквиру европског делокруга.
11. Ови споразуми су усвојени на привременој основи.